# Fußball-Club Gelsenkirchen-Schalke 04 2015-2016
Questa voce raccoglie le informazioni riguardanti l' Fußball-Club Gelsenkirchen-Schalke 04  nelle competizioni ufficiali della stagione 2015-2016.

## Stagione
Nella stagione 2015-2016 lo Schalke, allenato da André Breitenreiter, concluse il campionato di Bundesliga al 5º posto. In coppa di Germania lo Schalke fu eliminato al secondo turno dal Borussia M'gladbach. In Europa League lo Schalke fu eliminato ai sedicesimi di finale dallo Šachtar.

## Rosa
| N. |                                 | Ruolo | Calciatore                  |
| -- | ------------------------------- | ----- | --------------------------- |
| 1  | Germania (bandiera)             | P     | Ralf Fährmann               |
| 2  | Germania (bandiera)             | D     | Marvin Friedrich            |
| 3  | Brasile (bandiera)              | D     | Júnior Caiçara              |
| 4  | Germania (bandiera)             | D     | Benedikt Höwedes            |
| 5  | Germania (bandiera)             | C     | Johannes Geis               |
| 6  | Bosnia ed Erzegovina (bandiera) | D     | Sead Kolašinac              |
| 7  | Germania (bandiera)             | C     | Max Meyer                   |
| 8  | Germania (bandiera)             | C     | Leon Goretzka               |
| 9  | Argentina (bandiera)            | A     | Franco Di Santo             |
| 11 | Marocco (bandiera)              | C     | Younès Belhanda             |
| 12 | Germania (bandiera)             | C     | Marco Höger                 |
| 13 | Camerun (bandiera)              | A     | Eric Maxim Choupo-Moting () |
| 15 | Germania (bandiera)             | D     | Dennis Aogo                 |
| 18 | Germania (bandiera)             | C     | Sidney Sam                  |

| N. |                        | Ruolo | Calciatore            |
| -- | ---------------------- | ----- | --------------------- |
| 19 | Germania (bandiera)    | C     | Leroy Sané            |
| 20 | Germania (bandiera)    | D     | Thilo Kehrer          |
| 21 | Austria (bandiera)     | C     | Alessandro Schöpf     |
| 22 | Giappone (bandiera)    | D     | Atsuto Uchida         |
| 23 | Danimarca (bandiera)   | C     | Pierre-Emile Højbjerg |
| 25 | Paesi Bassi (bandiera) | A     | Klaas-Jan Huntelaar   |
| 27 | Germania (bandiera)    | C     | Sascha Riether        |
| 30 | Austria (bandiera)     | P     | Michael Gspurning     |
| 31 | Serbia (bandiera)      | D     | Matija Nastasić       |
| 32 | Camerun (bandiera)     | D     | Joël Matip            |
| 33 | Germania (bandiera)    | D     | Roman Neustädter      |
| 34 | Germania (bandiera)    | P     | Fabian Giefer         |
| 35 | Germania (bandiera)    | P     | Alexander Nübel       |

### Staff tecnico
| Allenatore:           | Markus Weinzierl |
| Vice-allenatore:      | Sven Hübscher    |
| Preparatore atletico: | Ruwen Faller     |
| Preparatore atletico: | Markus Zetlmeisl |

## Risultati

### Bundesliga

#### Girone di andata
| Arbitro: | Siebert |

|  |           |                                                     |
|  | Marcatori | 34’ (aut.) Selassie 68’ Choupo-Moting 85’ Huntelaar |

| Arbitro: | Brand |

|             |           |           |
| Draxler 47’ | Marcatori | 9’ Rausch |

| Arbitro: | Brych |

|                                         |           |  |
| Dost 17’ Rodríguez 59’ (rig.) Klose 61’ | Marcatori |  |

| Arbitro: | Hartmann |

|                         |           |           |
| Matip 37’ Huntelaar 61’ | Marcatori | 42’ Malli |

| Arbitro: | Gräfe |

|  |           |          |
|  | Marcatori | 53’ Sané |

| Arbitro: | Zwayer |

|                    |           |  |
| Matip 76’ Sané 90’ | Marcatori |  |

| Arbitro: | Fritz |

|  |           |          |
|  | Marcatori | 60’ Sané |

| Arbitro: | Kircher |

|  |           |                                     |
|  | Marcatori | 45’ Modeste 79’ Gerhardt 84’ Zoller |

| Arbitro: | Fritz |

|                       |           |           |
| Höwedes 27’ Meyer 90’ | Marcatori | 73’ Kalou |

| Arbitro: | Stark |

|                                 |           |                        |
| Stindl 32’ Raffael 70’ Korb 84’ | Marcatori | 44’ (aut.) Christensen |

| Arbitro: | Meyer |

|          |           |            |
| Sané 77’ | Marcatori | 39’ Levels |

| Arbitro: | Brych |

|                                      |           |                    |
| Kagawa 30’ Ginter 43’ Aubameyang 47’ | Marcatori | 33’, 71’ Huntelaar |

| Arbitro: | Stieler |

|           |           |                                            |
| Meyer 17’ | Marcatori | 9’ (aut.) Goretzka 69’ Martínez 90’ Müller |

| Arbitro: | Fritz |

|                    |           |                   |
| Riether 85’ (aut.) | Marcatori | 50’ Choupo-Moting |

| Arbitro: | Stark |

|                                            |           |                   |
| Geis 51’ (rig.) Huntelaar 73’ Di Santo 82’ | Marcatori | 81’ Saint-Maximin |

| Arbitro: | Meyer |

|                     |           |               |
| Hong 34’ Caiuby 90’ | Marcatori | 70’ Kolašinac |

| Arbitro: | Stegemann |

|                   |           |  |
| Choupo-Moting 28’ | Marcatori |  |

#### Girone di ritorno
| Arbitro: | Dingert |

|          |           |                                |
| Matip 4’ | Marcatori | 43’ Fritz 54’ Pizarro 89’ Ujah |

| Arbitro: | Siebert |

|  |           |                    |
|  | Marcatori | 43’ Meyer 53’ Sané |

| Arbitro: | Welz |

|                                   |           |  |
| Huntelaar 24’ Geis 35’ Schöpf 87’ | Marcatori |  |

| Arbitro: | Gräfe |

|                                 |           |              |
| Bussmann 33’ Baumgartlinger 79’ | Marcatori | 46’ Belhanda |

| Arbitro: | Dankert |

|              |           |            |
| Belhanda 14’ | Marcatori | 74’ Harnik |

| Francoforte sul Meno 28 febbraio 2016, ore 19:30 CET 23ª giornata | Eintracht Francoforte | 0 – 0 referto | Schalke 04 | Commerzbank-Arena (43 500 spett.)\| Arbitro: \| Brych \| |
| Arbitro:                                                          | Brych                 |               |            |                                                          |

| Arbitro: | Perl |

|                                    |           |                     |
| Meyer 37’ Huntelaar 66’ Schöpf 77’ | Marcatori | 4’ Müller 90’ Kačar |

| Arbitro: | Stark |

|                 |           |                                            |
| Bittencourt 33’ | Marcatori | 2’ (rig.) Huntelaar 23’ Meyer 76’ Di Santo |

| Arbitro: | Welz |

|                        |           |  |
| Ibišević 42’ Stark 65’ | Marcatori |  |

| Arbitro: | Fritz |

|                                     |           |                 |
| Hinteregger 59’ (aut.) Goretzka 83’ | Marcatori | 79’ Christensen |

| Arbitro: | Siebert |

|                                                |           |  |
| Hartmann 29’ (rig.) Hinterseer 45’ Lezcano 65’ | Marcatori |  |

| Arbitro: | Zwayer |

|                               |           |                       |
| Sané 51’ Huntelaar 66’ (rig.) | Marcatori | 49’ Kagawa 56’ Ginter |

| Arbitro: | Welz |

|                                |           |  |
| Lewandowski 54’, 65’ Vidal 73’ | Marcatori |  |

| Arbitro: | Stark |

|                            |           |                                        |
| Choupo-Moting 14’ Sané 29’ | Marcatori | 54’ Brandt 56’ Bellarabi 60’ Hernández |

| Arbitro: | Perl |

|             |           |                                            |
| Sobiech 20’ | Marcatori | 11’ Choupo-Moting 45’ Huntelaar 80’ Schöpf |

| Arbitro: | Dingert |

|               |           |           |
| Huntelaar 82’ | Marcatori | 89’ Baier |

| Arbitro: | Brych |

|         |           |                                                          |
| Uth 41’ | Marcatori | 7’ Huntelaar 14’ Choupo-Moting 56’ Sané 89’ (aut.) Schär |

### Coppa di Germania
| Arbitro: | Stark |

|  |           |                                                              |
|  | Marcatori | 4’ Huntelaar 39’ Nastasić 45’ Geis 63’ Di Santo 85’ Goretzka |

| Arbitro: | Stieler |

|  |           |                              |
|  | Marcatori | 42’ Stindl 53’ (rig.) Hazard |

### Europa League
| Arbitro: | Chapron |

|  |           |                              |
|  | Marcatori | 28’ Matip 35’, 71’ Huntelaar |

| Arbitro: | van Boekel |

|                                             |           |  |
| Di Santo 28’, 37’, 44’ (rig.) Huntelaar 84’ | Marcatori |  |

| Arbitro: | Dias |

|                      |           |                      |
| Di Santo 6’ Sané 73’ | Marcatori | 50’ Fatai 63’ Lafata |

| Arbitro: | Gómez |

|           |           |                 |
| Lafata 6’ | Marcatori | 20’ (rig.) Geis |

| Arbitro: | Ekberg |

|                   |           |  |
| Choupo-Moting 86’ | Marcatori |  |

| Arbitro: | Liany |

|  |           |                                               |
|  | Marcatori | 29’ Di Santo 37’, 78’ Choupo-Moting 86’ Meyer |

| Leopoli 18 febbraio 2016, ore 21:05 CET Sedicesimi di finale | Šachtar | 0 – 0 referto | Schalke 04 | Arena L'viv (23 615 spett.)\| Arbitro: \| Göçek \| |
| Arbitro:                                                     | Göçek   |               |            |                                                    |

| Arbitro: | Jug |

|  |           |                                       |
|  | Marcatori | 27’ Marlos 63’ Ferreyra 77’ Kovalenko |

## Statistiche

### Statistiche di squadra
| Competizione      | Punti | In casa | In casa | In casa | In casa | In casa | In casa | In trasferta | In trasferta | In trasferta | In trasferta | In trasferta | In trasferta | Totale | Totale | Totale | Totale | Totale | Totale | DR  |
| Competizione      | Punti | G       | V       | N       | P       | Gf      | Gs      | G            | V            | N            | P            | Gf           | Gs           | G      | V      | N      | P      | Gf     | Gs     | DR  |
| ----------------- | ----- | ------- | ------- | ------- | ------- | ------- | ------- | ------------ | ------------ | ------------ | ------------ | ------------ | ------------ | ------ | ------ | ------ | ------ | ------ | ------ | --- |
| Bundesliga        | 52    | 17      | 8       | 5       | 4       | 28      | 24      | 17           | 7            | 2            | 8            | 23           | 25           | 34     | 15     | 7      | 12     | 51     | 49     | +2  |
| Coppa di Germania | -     | 1       | 0       | 0       | 1       | 0       | 2       | 1            | 1            | 0            | 0            | 5            | 0            | 2      | 1      | 0      | 1      | 5      | 2      | +3  |
| Europa League     | -     | 4       | 2       | 1       | 1       | 7       | 5       | 4            | 2            | 2            | 0            | 8            | 1            | 8      | 4      | 3      | 1      | 15     | 6      | +9  |
| Totale            | -     | 22      | 10      | 6       | 6       | 35      | 31      | 22           | 10           | 4            | 8            | 36           | 26           | 44     | 20     | 10     | 14     | 71     | 57     | +14 |

### Andamento in campionato
| Giornata  | 1 | 2 | 3 | 4 | 5 | 6 | 7 | 8 | 9 | 10 | 11 | 12 | 13 | 14 | 15 | 16 | 17 | 18 | 19 | 20 | 21 | 22 | 23 | 24 | 25 | 26 | 27 | 28 | 29 | 30 | 31 | 32 | 33 | 34 |
| --------- | - | - | - | - | - | - | - | - | - | -- | -- | -- | -- | -- | -- | -- | -- | -- | -- | -- | -- | -- | -- | -- | -- | -- | -- | -- | -- | -- | -- | -- | -- | -- |
| Luogo     | T | C | T | C | T | C | T | C | C | T  | C  | T  | C  | T  | C  | T  | C  | C  | T  | C  | T  | C  | T  | C  | T  | T  | C  | T  | C  | T  | C  | T  | C  | T  |
| Risultato | V | N | P | V | V | V | V | P | V | P  | N  | P  | P  | N  | V  | P  | V  | P  | V  | V  | P  | N  | N  | V  | V  | P  | V  | P  | N  | P  | P  | V  | N  | V  |
| Posizione | 3 | 4 | 9 | 5 | 4 | 3 | 3 | 3 | 3 | 3  | 4  | 5  | 7  | 8  | 6  | 8  | 6  | 6  | 5  | 4  | 5  | 6  | 7  | 6  | 4  | 5  | 4  | 7  | 7  | 7  | 7  | 6  | 7  | 5  |

Legenda:

Luogo: C = Casa; T = Trasferta. Risultato: V = Vittoria; N = Pareggio; P = Sconfitta.

### Statistiche dei giocatori
| Giocatore        | Bundesliga | Bundesliga | Bundesliga  | Bundesliga | Coppa di Germania | Coppa di Germania | Coppa di Germania | Coppa di Germania | Europa League | Europa League | Europa League | Europa League | Totale   | Totale | Totale      | Totale     |
| Giocatore        | Presenze   | Reti       | Ammonizioni | Espulsioni | Presenze          | Reti              | Ammonizioni       | Espulsioni        | Presenze      | Reti          | Ammonizioni   | Espulsioni    | Presenze | Reti   | Ammonizioni | Espulsioni |
| ---------------- | ---------- | ---------- | ----------- | ---------- | ----------------- | ----------------- | ----------------- | ----------------- | ------------- | ------------- | ------------- | ------------- | -------- | ------ | ----------- | ---------- |
| R. Fährmann      | 34         | 0          | 1           | 0          | 1                 | 0                 | 0                 | 0                 | 8             | 0             | 0             | 0             | 43       | 0      | 1           | 0          |
| F. Giefer        | -          | -          | -           | -          | -                 | -                 | -                 | -                 | -             | -             | -             | -             | -        | -      | -           | -          |
| M. Gspurning     | -          | -          | -           | -          | 1                 | 0                 | 0                 | 0                 | -             | -             | -             | -             | 1        | 0      | 0           | 0          |
| A. Nübel         | 1          | 0          | 0           | 0          | -                 | -                 | -                 | -                 | -             | -             | -             | -             | 1        | 0      | 0           | 0          |
| D. Aogo          | 23         | 0          | 4           | 0          | 2                 | 0                 | 0                 | 0                 | 5             | 0             | 0             | 0             | 30       | 0      | 4           | 0          |
| M. Friedrich     | 2          | 0          | 0           | 0          | -                 | -                 | -                 | -                 | 1             | 0             | 0             | 0             | 3        | 0      | 0           | 0          |
| B. Höwedes       | 15         | 1          | 4           | 0          | 1                 | 0                 | 0                 | 0                 | 3             | 0             | 0             | 0             | 19       | 1      | 4           | 0          |
| J. Caiçara       | 23         | 0          | 7           | 0          | 2                 | 0                 | 1                 | 0                 | 7             | 0             | 0             | 0             | 32       | 0      | 8           | 0          |
| T. Kehrer        | 1          | 0          | 0           | 0          | -                 | -                 | -                 | -                 | -             | -             | -             | -             | 1        | 0      | 0           | 0          |
| S. Kolašinac     | 23         | 1          | 5           | 0          | 1                 | 0                 | 0                 | 0                 | 6             | 0             | 0             | 0             | 30       | 1      | 5           | 0          |
| J. Matip         | 34         | 3          | 3           | 0          | 2                 | 0                 | 0                 | 0                 | 5             | 1             | 0             | 0             | 41       | 4      | 3           | 0          |
| M. Nastasić      | 1          | 0          | 0           | 0          | 1                 | 1                 | 0                 | 0                 | -             | -             | -             | -             | 2        | 1      | 0           | 0          |
| S. Riether       | 17         | 0          | 3           | 0          | 1                 | 0                 | 0                 | 0                 | 2             | 0             | 0             | 0             | 20       | 0      | 3           | 0          |
| A. Uchida        | -          | -          | -           | -          | -                 | -                 | -                 | -                 | -             | -             | -             | -             | -        | -      | -           | -          |
| Y. Belhanda      | 15         | 2          | 2           | 0          | -                 | -                 | -                 | -                 | 2             | 0             | 0             | 0             | 17       | 2      | 2           | 0          |
| J. Geis          | 28         | 2          | 4           | 1          | 1                 | 1                 | 0                 | 0                 | 8             | 1             | 2             | 0             | 37       | 4      | 6           | 1          |
| L. Goretzka      | 25         | 1          | 5           | 0          | 2                 | 1                 | 0                 | 0                 | 7             | 0             | 1             | 0             | 34       | 2      | 6           | 0          |
| M. Höger         | 5          | 0          | 2           | 0          | -                 | -                 | -                 | -                 | 1             | 0             | 0             | 0             | 6        | 0      | 2           | 0          |
| P. Højbjerg      | 23         | 0          | 3           | 0          | 1                 | 0                 | 1                 | 0                 | 6             | 0             | 3             | 0             | 30       | 0      | 7           | 0          |
| M. Meyer         | 32         | 5          | 4           | 0          | 2                 | 0                 | 0                 | 0                 | 7             | 1             | 0             | 0             | 41       | 6      | 4           | 0          |
| R. Neustädter    | 30         | 0          | 4           | 0          | 1                 | 0                 | 0                 | 0                 | 7             | 0             | 1             | 0             | 38       | 0      | 5           | 0          |
| S. Sam           | 2          | 0          | 0           | 0          | -                 | -                 | -                 | -                 | 4             | 0             | 0             | 0             | 6        | 0      | 0           | 0          |
| A. Schöpf        | 13         | 3          | 1           | 0          | -                 | -                 | -                 | -                 | 2             | 0             | 0             | 0             | 15       | 3      | 1           | 0          |
| E. Choupo-Moting | 28         | 6          | 1           | 0          | 2                 | 0                 | 0                 | 0                 | 6             | 3             | 1             | 0             | 36       | 9      | 2           | 0          |
| F. Di Santo      | 25         | 2          | 3           | 0          | 2                 | 1                 | 0                 | 0                 | 7             | 5             | 1             | 0             | 34       | 8      | 4           | 0          |
| K. Huntelaar     | 31         | 12         | 2           | 0          | 2                 | 1                 | 0                 | 0                 | 7             | 3             | 0             | 0             | 40       | 16     | 2           | 0          |
| F. Reese         | 1          | 0          | 0           | 0          | -                 | -                 | -                 | -                 | -             | -             | -             | -             | 1        | 0      | 0           | 0          |
| L. Sané          | 33         | 8          | 4           | 0          | 2                 | 0                 | 0                 | 0                 | 7             | 1             | 1             | 0             | 42       | 9      | 5           | 0          |
| K. Ayhan         | 1          | 0          | 0           | 0          | -                 | -                 | -                 | -                 | 4             | 0             | 0             | 0             | 5        | 0      | 0           | 0          |
| J. Draxler       | 3          | 1          | 1           | 0          | 1                 | 0                 | 0                 | 0                 | -             | -             | -             | -             | 4        | 1      | 1           | 0          |
| F. Platte        | 1          | 0          | 1           | 0          | -                 | -                 | -                 | -                 | -             | -             | -             | -             | 1        | 0      | 1           | 0          |